# ルスティケロ・ダ・ピサ
ルスティケロ・ダ・ピサ（ルスティケッロ・ダ・ピーザ、伊: Rustichello da Pisa）は、13世紀後半、ピサ出身のイタリア人小説家。マルコ・ポーロが口述した『東方見聞録』（"Il Milione"または"La Description du Monde"）、アーサー王の『アルテュス王物語』（'Roman du roi Artus または『アルテュス王物語集成』、あるいは単に『集成』 Compilation）が有名な著作である。

## 生涯
第八次十字軍において、エドワード1世の廷臣であったルスティケロは、エドワード1世の所有するアーサー王伝説を元に、フランス語でアーサー王や円卓の騎士、聖杯伝説についての著作『アーサー王の円卓騎士物語』を記した。1284年に故国であるピサとジェノヴァ共和国が戦争し、メロリアの戦いで捕虜になると、1298年、捕虜になったマルコ・ポーロと獄中で知り合い、『東方見聞録』を書いた。
なお、アーサー王伝説を書いたルスティケロと東方見聞録の共同編集者であるルスティケロが別人であるという説もある。

## 登場作品
- 『ねこねこ日本史』（NHK Eテレ、第88話奥州藤原氏の回での声：辻美優）